# Tom Curry
Thomas Michael Curry (Hounslow, 15 de junio de 1998) es un jugador inglés de rugby que se desempeña como flanker o número 8. Actualmente juega para el Sale Sharks en la Premiership Rugby.

## Carrera
Tom Curry hizo su debut profesional contra los Scarlets el 15 de octubre de 2016 en la Copa de Europa, convirtiéndose en el inglés más joven y el jugador más joven de los Sale Sharks en haber jugado en esa competición. Marcó un try en su debut en la Premiership el 30 de octubre de 2016, convirtiéndose en el tercer anotador más joven de la competición. Al final de la temporada 2016-17, recibió conjuntamente el premio al Jugador Joven de la Temporada de Sale Sharks, que compartió con su hermano Ben.
Fue titular en la final del Campeonato de Inglaterra de 2023, que perdió 35-25 contra los Saracens.
En noviembre de 2023, Sale anunció que Tom, se lesionó en una cadera y que deberá pasar por el quirófano, estuvo de baja para lo que restaba de la temporada 2023-2024, que también incluyó el Torneo de las Seis Naciones 2024 con la selección inglesa.

## Carrera internacional
Tom Curry fue seleccionado para la selección sub-20 de Inglaterra para la temporada 2016-2017 el 14 de octubre de 2016, después de haber representado a la selección Sub-18. Curry formó parte de la selección de Inglaterra Sub-20 que ganó el Grand Slam del Seis Naciones Sub-20 de 2017.
Posteriormente, Eddie Jones lo convocó a la selección absoluta de Inglaterra para la gira de verano de 2017 a Argentina. En su primera aparición con Inglaterra contra los Barbarians el 28 de mayo de 2017, fue nombrado Jugador del Partido.  El partido contra los Bárbaros fue un partido no oficial, por lo que no recibió gorra después del mismo. Curry hizo su primera aparición oficial con Inglaterra como ala en el primer partido de prueba contra Argentina en junio de 2017. Se convirtió en el jugador más joven en comenzar como flanker de Inglaterra  y el delantero inglés más joven desde 1912.
Curry fue convocado para el equipo de Inglaterra para las Seis Naciones en 2019 y ha sido titular en el puesto número 7 en todos los partidos de Inglaterra. Marcó tries en partidos contra Gales y Escocia. También fue nominado para el premio al Jugador del Torneo, que finalmente ganó Alun Wyn Jones.
En julio de 2019, fue seleccionado para la selección nacional para prepararse para el Mundial de 2019.
A finales de junio de 2023, fue seleccionado con el XV de la Rosa por Steve Borthwick en un grupo de 41 jugadores para los partidos de preparación para el Mundial de 2023. Unas semanas más tarde, fue seleccionado en el grupo final para participar en la Copa del Mundo.